# Bjørn Dæhlie
Bjørn Erlend Dæhlie, norveški smučarski tekač in poslovnež, * 19. junij 1967, Elverum, Norveška.
Dæhlie je na treh zimskih olimpijskih igrah v letih 1992, 1994 in 1998 osvojil osem naslovov olimpijskega prvaka in še štiri srebrne olimpijske medalje, s čimer je bil najuspešnejši športnik zimskih olimpijskih iger do leta 2014, ko je njegov dosežek izboljšal Ole Einar Bjørndalen. Na svetovnih prvenstvih je osvojil devet naslovov svetovnega prvaka ter še pet srebrnih in tri bronaste medalje, s čimer je najuspešnejši smučarski tekač. V svetovnem pokalu, kjer je nastopal med letoma 1989 in 1999 je osvojil 46 zmag in še 35 uvrstitev na stopničke ter šest velikih kristalih globusov za zmago v skupnem seštevku, v letih 1992, 1993, 1995, 1996, 1997 in 1999. Leta 2000 je moral končati kariero zaradi poškodb, ki jih je utrpel v nesreči ob pripravljanjem treningu z rolerji. Leta 1998 je bil izbran za evropskega športnika leta, v letih 1995 in 1998 pa za norveškega športnika leta.